# Tommaso Mocenigo
Tommaso Mocenigo (ur. 1343 – zm. 4 kwietnia 1423) – doża Wenecji od 7 stycznia 1414 do 4 kwietnia 1423.